# Comitatul Navajo, Arizona
Comitatul Navajo, conform originalului din engleză, Navajo County (cod FIPS, 04-017), este unul din cele 15 comitate ale statului american Arizona, fiind situat în partea central-estică a statului arizonian. Conform datelor statistice ale recensământului din anul 2000, furnizate de United States Census Bureau, populația sa totală era de 97.470 locuitori.
Înființat la 21 martie 1895, comitatul se află în extremitatea nord-estică a statului Arizona, formând împreună cu comitatul Apache, aflat la estul său și care s-a desprins ulterior din acesta, un dreptunghi masiv care se învecinează cu statele Utah (la nord) și New Mexico (la est). Sediul comitatului este orașul Holbrook. Navajo County conține porțiuni semnificative din următoarele rezervații ale nativilor americani Hopi Indian Reservation, Navajo Indian Reservation și Fort Apache Indian Reservation.

## Geografie
Conform datelor statistice furnizate de United States Census Bureau, comitatul are o suprafață totală de 25.794 km2 (sau de 9,959 mile patrate), dintre care 25.778 km2 (sau 9,953 square miles) este uscat și extrem de puțin, doar 0.06 % (16 km2 sau 6 square miles) este apă.

### Comitate învecinate
- Comitatul Apache, Arizona - est
- Comitatul Graham, Arizona - sud
- Comitatul Gila, Arizona - sud-vest
- Comitatul Coconino, Arizona - vest
- Comitatul San Juan - nord

### Drumuri importante
- Interstate 40
- U.S. Route 60
- U.S. Route 160
- U.S. Route 163
- U.S. Route 180
- State Route 77
- State Route 87
- State Route 98
- State Route 99
- State Route 260
- State Route 264
- State Route 277
- State Route 377

## Demografie
|  | Graficele sunt indisponibile din cauza unor probleme tehnice. Mai multe informații se găsesc la Phabricator și la wiki-ul MediaWiki. |

Date: Wikidata - grafică realizată de Wikipedia